# التحكم في العمليات
التحكم الآلي في العمليات يُقصد به التحكم في عمليات الإنتاج بطريقة آلية، وهو دمج لهندسة التحكم مع الهندسة الكيميائية فيما يسمى نظم التحكم الصناعية وذلك للحصول على مستوى عالي من الإنتاج من ناحية الجودة والأمان وكذلك اقتصاديا، والتي يصعب تحقيقها بطرق الإنتاج اليدوية. ويتم استخدامها بصورة كبيرة في الصناعات مثل تكرير النفط وصناعة الورق والعمليات الكيميائية ومحطات إنتاج الطاقة..
وهذه العمليات تختلف من حيث الحجم والنوع ودرجة التعقيد، لكنها تُمَكِّن عددا قليلا من المُشَغِّلين من إدارة العمليات المعقدة بدرجة عالية من الكفاءة، ويعد تطوير نظم التحكم الآلية في العمليات من أسباب تطور العمليات الصناعية الكبيرة، والتي كان من الصعب تشغيلها بطريقة آمنة واقتصادية.
والتحكم في العمليات قد يكون نظاما صغيرا مثل "التحكم في الحرارة في إناء"، أو كبيرا مثل التحكم في عمليات محطة كيميائية متكاملة بها آلاف حلقات التحكم.

## تطور نظم التحكم في العمليات

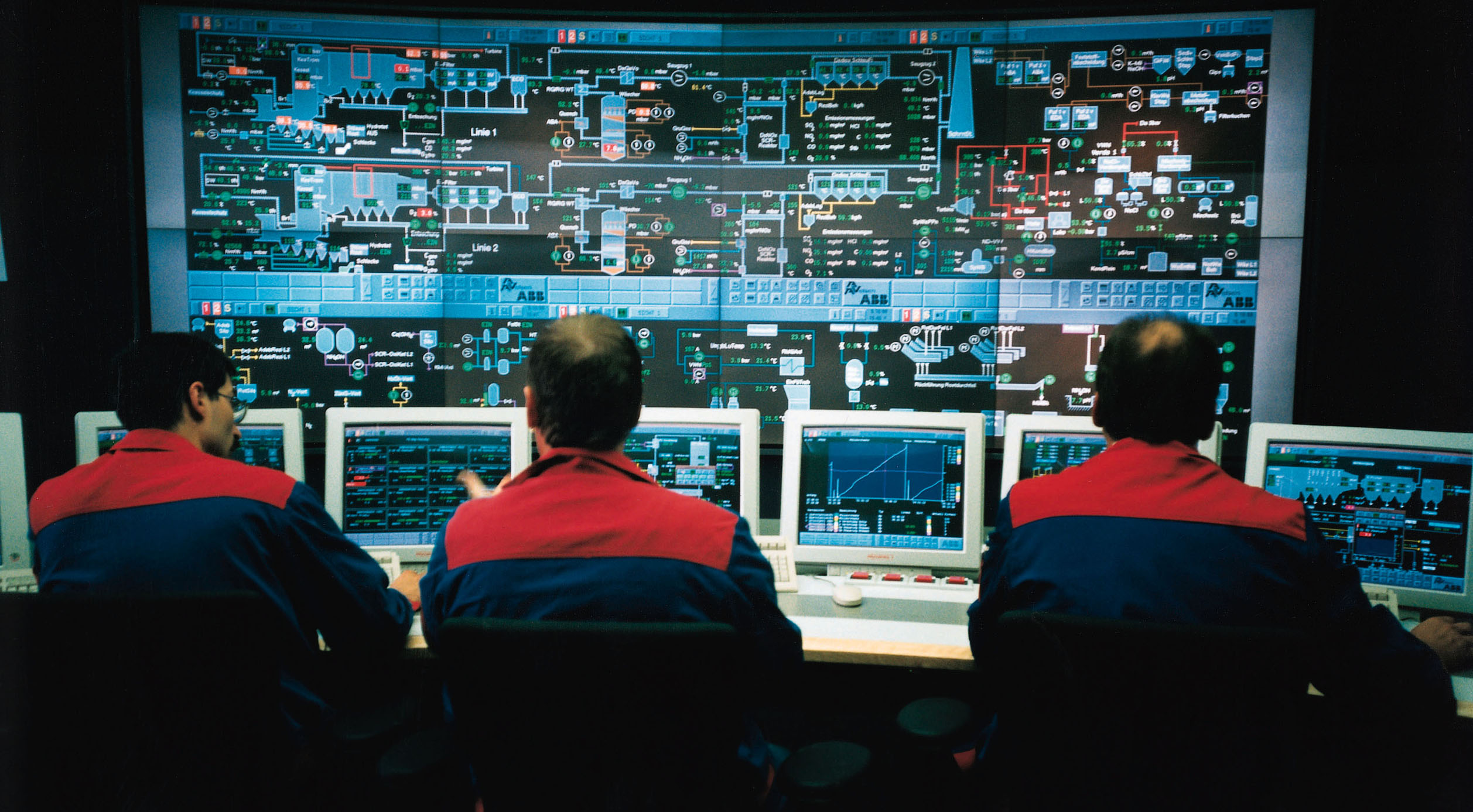
غرفة تحكم حديثة، حيث تظهر معلومات المنظومة ووسائل التحكم على شاشات الحاسبات. ويتابع المُشَغِّلون كل أجزاء العملية ويمكنهم التحكم في أي جزء منها من خلال الشاشات.

## نموذج التحكم

البناء الهرمي الوظيفي لعملية التحكم.

## حلقات التحكم

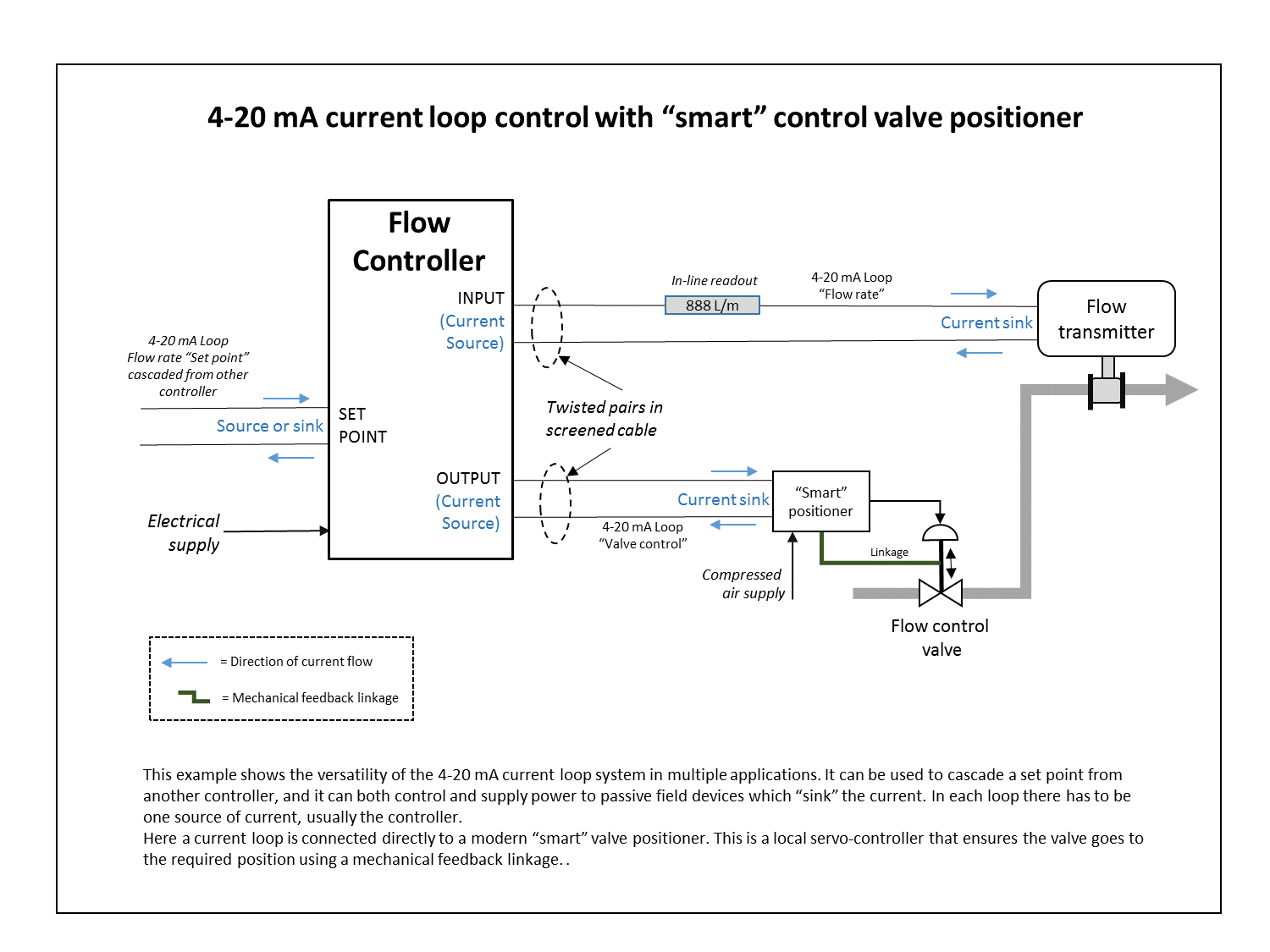
مثال لحلقة التحكم في سريان مستمر. الإشارات الكهربية هي تيارات في حدود 4-20 mA، ويتم التحكم في صمام لضبط السريان.

مثال للتحكم في مستوى السائل داخل خزان مع التقليب لمحتوياته، وهنا يكون هناك تحكم في سريان السائل الداخل للخزان للتحكم في مستواه داخل الخزان.

## قائمة بالتقنيات والنظم المستخدمة
- مشغل (ميكانيكا)
- أتمتة
- التحكم الآلي
- Check weigher
- نظرية التحكم
- هندسة التحكم
- Control loop
- لوحة التحكم
- نظام تحكم
- نظرية التحكم
- قابلية التحكم
- مثبت سرعة
- Current loop
- Digital control
- نظام تحكم موزع
- ارتجاع
- Feed-forward
- Fieldbus
- Flow control valve
- تحكم بالمنطق الضبابي
- جدولة كسب
- Intelligent control
- تحويل لابلاس
- Linear parameter-varying control
- جهاز قياس
- تحكم استشرافي
- ارتجاع سلبي
- تحكم لاخطي
- Open-loop controller
- Operational historian
- Proportional control
- متحكم تناسبي تكاملي تفاضلي
- Piping and instrumentation diagram
- ارتجاع إيجابي
- قدرة المعلاج
- جهاز تحكم منطقي قابل للبرمجة
- Regulator (automatic control)
- سكادا
- آلية منظمة
- Setpoint
- رسمة تدفق الإشارة
- Simatic S5 PLC
- Sliding mode control
- Temperature control
- مبدل
- صمام
- Watt governor
- Process control monitoring

## وصلات خارجية
- The Michigan Chemical Engineering Process Dynamics and Controls Open Textbook
- PID Control Theory and Best Practices
- Process Control Equipment Video Tutorials
- PID control virtual laboratory, free video tutorials, on-line simulators, advanced process control schemes
- Process & Control publication